# Tabé
Tabé est une commune située dans le département de Sangha de la province de Koulpélogo dans la région Centre-Est au Burkina Faso.